# Borja López
Borja López Menéndez (ur. 2 lutego 1994 w Gijón) – hiszpański piłkarz występujący na pozycji obrońcy w hiszpańskim klubie Sporting Gijón. Były młodzieżowy reprezentant Hiszpanii.

## Kariera
López rozpoczął swoją karierę w drużynie Sportingu Gijón. 18 grudnia 2011 roku zadebiutował w barwach drużyny rezerw przeciwko drugiemu zespołowi Getafe CF. W tamtym sezonie zanotował jeszcze jeden występ, w meczu z Conquense.
1 listopada 2012 roku López zanotował pierwsze spotkanie w pierwszej drużynie. Stało się to podczas wygranego meczu Pucharu Króla z Osasuną. 16 listopada zadebiutował w barwach klubu w meczu ligowym podczas przegranego 2:3 starcia z SD Ponferradina.
31 stycznia 2013 roku López został na stałe włączony do kadry pierwszego zespołu. 2 sierpnia podpisał czteroletni kontrakt z francuskim AS Monaco, które zapłaciło za niego 2,2 miliona euro.
29 stycznia 2014 roku został do końca sezonu wypożyczony do hiszpańskiego Rayo Vallecano.
29 stycznia 2015 roku został wypożyczony do Deportivo La Coruña.

## Statystyki kariery
(aktualne na dzień 31 stycznia 2016)
| Klub                       | Sezon              | Liga               | Liga  | Liga   | Puchar kraju | Puchar kraju | Puchar ligi | Puchar ligi | Europa | Europa | Suma  | Suma   |
| Klub                       | Sezon              | Liga               | Mecze | Bramki | Mecze        | Bramki       | Mecze       | Bramki      | Mecze  | Bramki | Mecze | Bramki |
| -------------------------- | ------------------ | ------------------ | ----- | ------ | ------------ | ------------ | ----------- | ----------- | ------ | ------ | ----- | ------ |
| Sporting Gijón B           | 2011/12            | Segunda División B | 2     | 0      | –            | –            | –           | –           | –      | –      | 2     | 0      |
| Sporting Gijón B           | 2012/13            | Segunda División B | 8     | 0      | –            | –            | –           | –           | –      | –      | 8     | 0      |
| Sporting Gijón             | 2012/13            | Segunda División   | 19    | 0      | 2            | 0            | –           | –           | –      | –      | 21    | 0      |
| AS Monaco                  | 2013/14            | Ligue 1            | 1     | 0      | 0            | 0            | 1           | 0           | –      | –      | 2     | 0      |
| Rayo Vallecano (wyp.)      | 2013/14            | Primera División   | 3     | 0      | 0            | 0            | –           | –           | –      | –      | 3     | 0      |
| AS Monaco                  | 2014/15            | Ligue 1            | 0     | 0      | 0            | 0            | 1           | 0           | 0      | 0      | 1     | 0      |
| Deportivo La Coruña (wyp.) | 2014/15            | Primera División   | 0     | 0      | 0            | 0            | –           | –           | –      | –      | 0     | 0      |
| FC Arouca (wyp.)           | 2015/16            | Primeira Liga      | 0     | 0      | 0            | 0            | 3           | 0           | –      | –      | 3     | 0      |
| FC Barcelona B             | 2015/16            | Segunda División B | 0     | 0      | –            | –            | –           | –           | –      | –      | 0     | 0      |
| Ogólnie w karierze         | Ogólnie w karierze | Ogólnie w karierze | 33    | 0      | 2            | 0            | 5           | 0           | 0      | 0      | 40    | 0      |